# Синтетична біологія

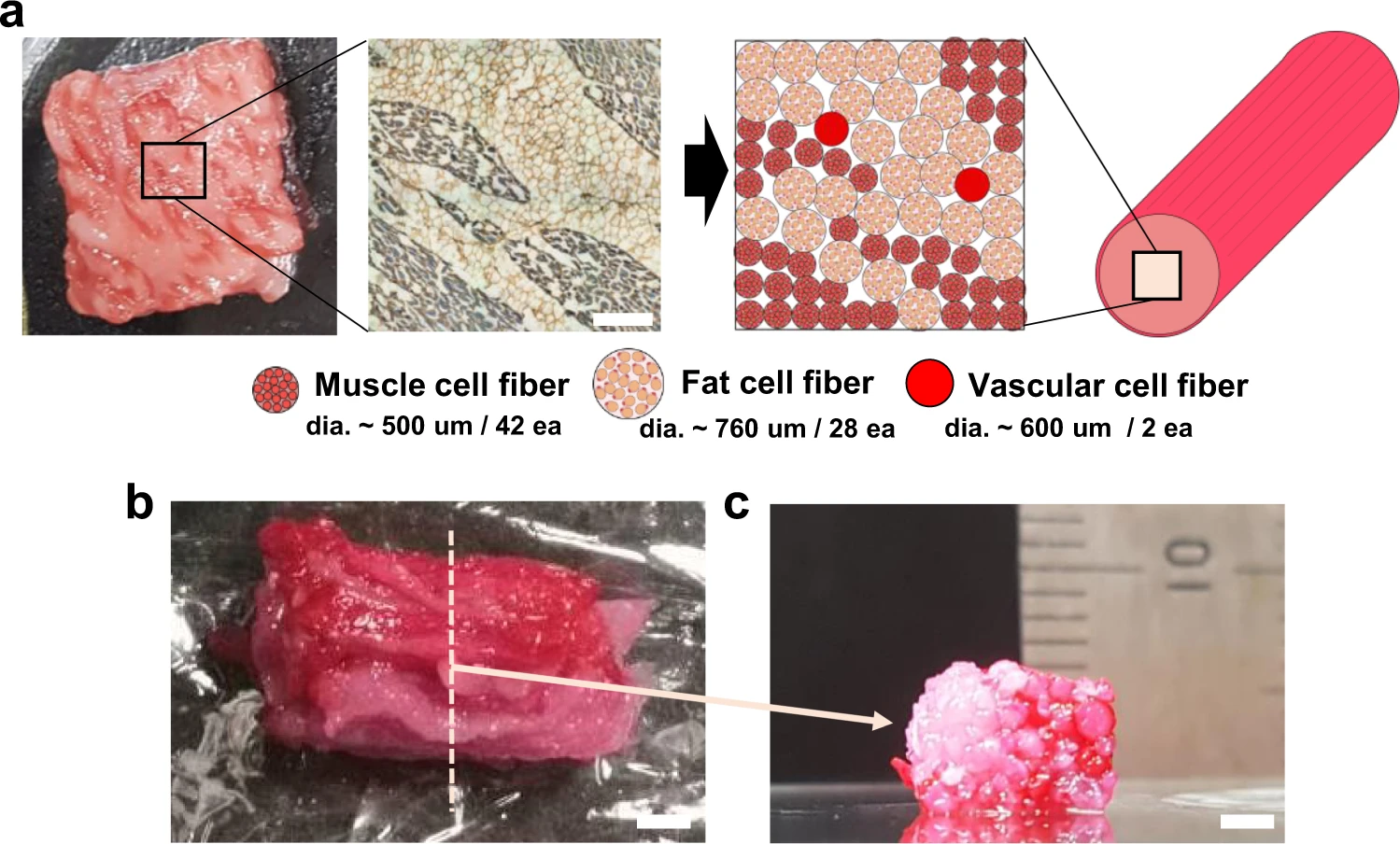
2021 року дослідники представили метод біодруку для виробництва синтетичного м’яса, схожого на стейк.

Синтетична біологія (SynBio) — це багатодисциплінарна галузь науки, яка зосереджена на живих системах і організмах, і застосовує інженерні принципи для розробки нових біологічних частин, пристроїв і систем або для перепроектування існуючих систем у природі.
Це галузь науки, яка охоплює широкий спектр методологій з різних дисциплін, таких як біотехнологія, біоматеріали, матеріалознавство, біоінженерія, молекулярна біологія, генна інженерія, клітинна інженерія, тканинна інженерія, молекулярна інженерія, системна біологія, біофізика, електротехніка та комп'ютерна інженерія, еволюційна біологія та інші.
Синтетична біологія включає проектування та конструювання біологічних модулів, біологічних систем і біологічних машин або перепроектування існуючих біологічних систем для корисних цілей. Крім того, це галузь науки також зосереджена на інженерії нових властивостей вже існуючих організмів, щоб переробити їх для корисних цілей.
Суттєвих результатів у цій сфері досягла команда вчених на чолі з Нобелевським лауреатом Гемілтоном Смітом, якими була створена штучна бактерія Сінтія.

## Історія
1910: Перше ідентифіковане використання терміна «синтетична біологія» в публікації Стефана Ледюка Phéorie physico-chimique de la vie et générations spontanées. Він також зазначив цей термін в іншій публікації, La Biologie Synthétique у 1912 році.
1961: Джейкоб і Моно постулюють клітинну регуляцію за допомогою молекулярних мереж на основі свого дослідження lac-оперона в кишковій паличці та передбачили можливість збирати нові системи з молекулярних компонентів.
1973: перше молекулярне клонування та ампліфікація ДНК у плазміді опубліковано в PNAS Коеном, Боєром та ін. започатковують практичну синтетичну біологію.
1978: Арбер, Натанс і Сміт отримують Нобелівську премію з фізіології та медицини за відкриття ферментів рестрикції, що змусило Шибальського запропонувати редакційний коментар у журналі Gene: "Робота над рестрикційними нуклеазами не тільки дозволяє нам легко конструювати рекомбінантні молекули ДНК і аналізувати окремі гени, але також привела нас у нову еру синтетичної біології, де описуються й аналізуються не лише існуючі гени, але й можуть бути створені й оцінені нові генні схеми." 
1988: Перша ампліфікація ДНК за допомогою полімеразної ланцюгової реакції (ПЛР) з використанням термостабільної ДНК-полімерази опублікована в Science Mullis et al. Це уникало додавання нової ДНК-полімерази після кожного циклу ПЛР, таким чином значно спрощуючи мутагенез та збирання ДНК.
2000: Дві статті в журналі Nature повідомляють про синтетичні біологічні схеми, генетичний тумблер і біологічний годинник, шляхом поєднання генів у клітинах E. coli.

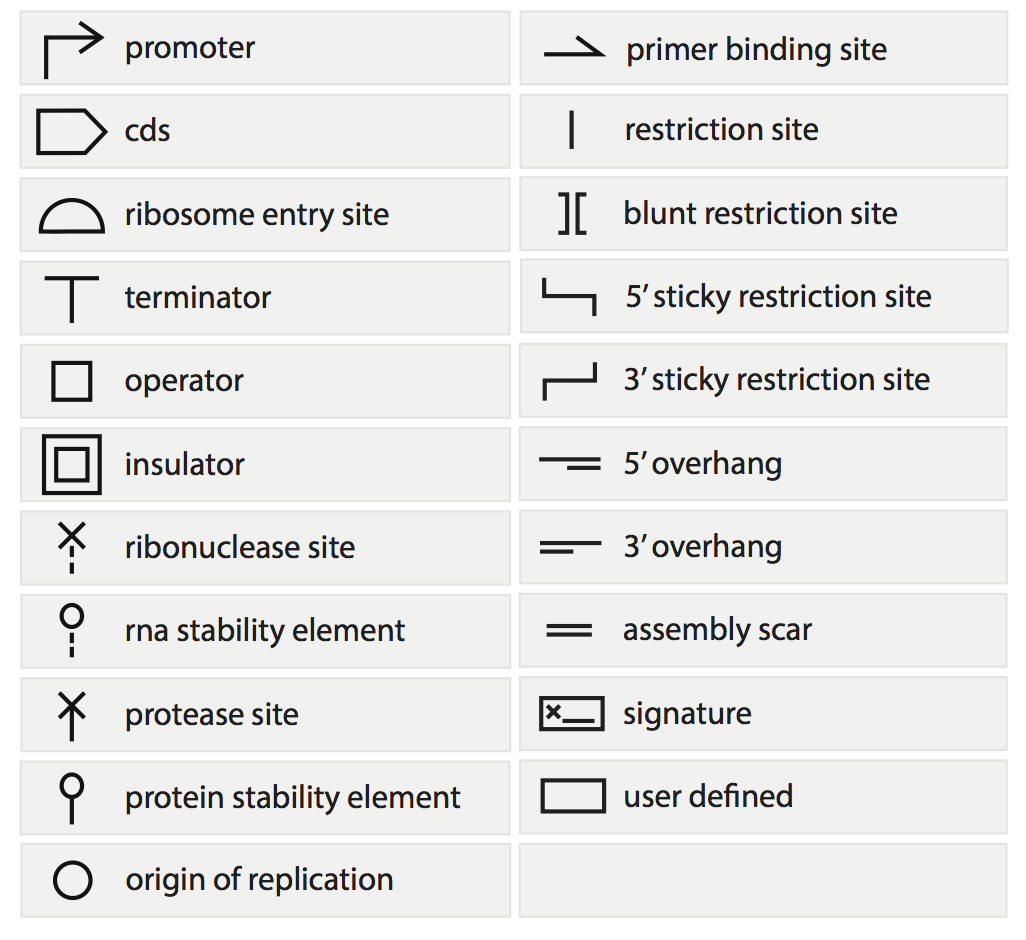
Стандартні візуальні символи Synthetic Biology Open Language (SBOL) для використання з BioBricks Standard

2003: Том Найт винайшов найпоширеніші стандартизовані частини ДНК, плазміди BioBrick. Ці частини стануть центральними для міжнародного конкурсу Genetically Engineered Machine (iGEM), заснованого в MIT наступного року.
2003: Дослідники розробляють шлях попередника артемізиніну в E. coli.
2004: Перша міжнародна конференція з синтетичної біології Synthetic Biology 1.0 (SB1.0) проводиться в Массачусетському технологічному інституті, США.
2005: Дослідники розробляють світлочутливу схему в E. coli. Інша група розробляє схеми, здатні формувати багатоклітинний візерунок.
2006: Дослідники розробляють синтетичну схему, яка сприяє проникненню бактерій у пухлинні клітини.
2010: Дослідники публікують у Science перший синтетичний бактеріальний геном під назвою M. mycoides JCVI-syn1.0. Геном виготовляється з хімічно синтезованої ДНК за допомогою рекомбінації дріжджів.
2011: Функціональні синтетичні плечі хромосом розроблені в дріжджах.
2012: Лабораторії Charpentier і Doudna публікують у Science програмування бактеріального імунітету CRISPR-Cas9 для націлювання на розщеплення ДНК. Ця технологія значно спростила та розширила редагування еукаріотичних генів.
2017: з'явився фреймворк OpenFermion Cirq, перша платформа з відкритим кодом для перекладу проблем хімії та матеріалознавства в квантові схеми. OpenFermion - це бібліотека для моделювання систем взаємодіючих електронів (ферміонів), що породжують властивості речовини. До OpenFermion розробникам квантових алгоритмів потрібно було вивчити значну кількість хімії та написати велику кількість коду, щоб зламати інші коди, щоб скласти навіть найосновніші квантові симуляції.
2019: Вчені з ETH Zurich повідомляють про створення першого генома бактерії під назвою Caulobacter ethensis-2.0, створеного повністю за допомогою комп’ютера, хоча спорідненої життєздатної форми C. ethensis-2.0 ще не існує.
2019: Дослідники повідомляють про виробництво нової синтетичної (можливоштучної -- ріст на 1,6× повільніше за аналог дикого типу МДС42) форми генетично життєздатного варіанту бактерії Escherichia coli, шляхом зменшення природного числа кодонів у бактеріальному геномі з 64 до 61, щоб кодувати 20 амінокислот.
Детальніше
Розширений генетичний алфавіт
Також у лютому 2019 року.вперше повідомлено про синтез хатімодзі-ДНК. Відкриття хатімодзі-ДНК підтверджує, що природні основи (А, Г, Ц, Т) не є унікальними.
2020: вчений створив першого ксенобота, програмованого синтетичного організму, отриманого з клітин жаби та розробленого штучним інтелектом.
2021: вчені повідомили, що ксеноботи здатні до самовідтворення, збираючи вільні клітини в навколишньому середовищі, а потім формуючи нових ксеноботів.
2021: створено просту синтетичну клітину JCVI-syn3A.
2025: анонс ШІ-моделі AlphaGenome, здатну аналізувати складні нерозшифровані ділянки людського геному.

## Перспективи
Це поле, масштаби якого розширюються з точки зору інтеграції систем, сконструйованих організмів і практичних знахідок.
Інженери системної біології розглядають біологію як технологію (іншими словами, дана система включає в себе біотехнологію або її біологічну інженерію)  Синтетична біологія включає в себе широке перевизначення та розширення біотехнології з кінцевою метою спроможності проектувати та будувати сконструйовані живі біологічні системи, які можуть обробляти інформацію, маніпулювати хімічними речовинами, виготовляти матеріали та конструкції, виробляти енергію, забезпечувати їжею, підтримувати та покращувати здоров’я людини, а також розвивати фундаментальні знання про біологічні системи (див. Біомедична інженерія ) та наше довкілля.
Дослідники та компанії, які працюють у сфері синтетичної біології, використовують силу природи для вирішення проблем у сільському господарстві, виробництві та медицині.

### Ринок
Розмір світового ринку синтетичної біології оцінювався в 10,3 млрд доларів США в 2021 році, і очікується, що з 2022 до 2030 року він буде зростати на 19,7% у середньорічному темпі зростання.

## Застосування
Синтетична біологія, міждисциплінарна галузь біології та інженерії, спрямована на проектування, створення та переосмислення біологічних систем, які можуть мати трансформаційне застосування в різних секторах. У цьому розділі описані деякі з найбільш важливих сфер, де синтетична біологія зараз використовується або має потенціал застосовуватися в майбутньому.

### Охорона здоров'я
Синтетична біологія має великі перспективи застосування в охороні здоров'я. Синтетична біологія відіграв важливу роль у розробці нових і більш ефективних терапевтичних засобів, вакцин і діагностичних засобів. Одним із прикладів є використання сконструйованих Т-клітин в імунотерапії онкопатологій, таких як клітини CAR-T, які були синтетично модифіковані для розпізнавання та атаки ракових клітин. Синтетична біологія також відіграла вирішальну роль у розробці мРНК-вакцин.

### Біопаливо та відновлювана енергія
Сфера синтетичної біології має значний потенціал у сфері відновлюваної енергетики. Шляхом генної інженерії бактерій і дріжджів вчені прагнуть виробляти біопаливо, яке може служити стійкою альтернативою викопному паливу. Водорості були синтетично модифіковані для покращення виробництва ліпідів для виробництва біопалива.

### Екологічна стійкість
Синтетична біологія може допомогти у вирішенні екологічних проблем. Вона використовується для створення бактерій, які можуть розкладати забруднювачі та пластик, забезпечуючи інноваційні рішення для управління відходами та забрудненням. Наприклад, дослідники досліджують використання синтетично модифікованих організмів для очищення розливів нафти або видалення мікропластику з води.

#### Розкладання пластику
2021 року було вироблено 390 мільйонів тонн пластику. Більше половини пластикових відходів потрапляє на звалище, а приблизно 1/5 частина відходів спалюється. Лише приблизно 1/10 пластикових відходів переробляється, а решта, приблизно 1/5 пластикових відходів, потрапляє в наземне та водне середовище (поза звалищами), зокрема у формі мікрочастинок пластику.
Хоча пластик є забруднювачем для більшості живих істот, деякі бактерії та гриби набули здатності перетворювати його на джерело енергії. Оптимізація цих мікроорганізмами методами синтетичної біології може стати рішенням для переробки пластику.

### Сільське господарство та виробництво харчових продуктів
Синтетичну біологію можливо застосовувати у сільському господарстві та харчовій промисловості для підвищення врожайності, поліпшення харчових профілів і створення стійкості до шкідників і хвороб.
Крім того, методи синтетичної біології використовуються для виробництва нових продуктів харчування. Прикладом є виробництво культивованого м’яса, яке передбачає створення м’язових клітин тварин для вирощування в лабораторних умовах, потенційно зменшуючи негативний вплив виробництва м’яса на навколишнє середовище та добробут тварин.

### Матеріалознавство
У матеріалознавстві синтетичну біологію можна використовувати для створення нових матеріалів із бажаними властивостями. Біофабрикація, яка використовує організми для виробництва матеріалів, в поєднанні з синтетичною біологією, може трансформувати різні галузі. Наприклад, генно-інженерні шовкопряди використовуються для виробництва павутинного шовку, матеріалу, який відомий своєю міцністю та еластичністю, але його важко збирати у великих кількостях.

### Зберігання даних
Синтетична біологія також може революціонізувати зберігання даних. Зберігання даних у формі ДНК, де цифрові дані кодуються в базових послідовностях ДНК, пропонує величезний потенціал завдяки довговічності та щільності ДНК. Це може забезпечити рішення для зростаючого попиту на зберігання даних у цифрову епоху. (Див. ДНК-комп'ютер)
Це аж ніяк не вичерпний перелік застосувань синтетичної біології, але він дає широкий огляд трансформаційного потенціалу цієї галузі. У міру розвитку досліджень і поглиблення нашого розуміння ми можемо очікувати, що діапазон і вплив застосувань синтетичної біології продовжуватимуть розширюватися.

## Біоетика та безпека
Широке регулювання генної інженерії та дослідження патогенів існує у багатьох країнах.

### Європа
Профінансований ЄС проект SYNBIOSAFE випустив звіт про те, як управляти синтетичною біологією у 2007 році.
SYNBIOSAFE спільно з COSY у жовтні 2009 був випущений 38-хвилинний документальний фільм  для кращого розуміння широкою публікою синтетичної біології та її соціальних наслідків.

### США
У липні 2009 року Комітетом науки, технології та права Національної академії було проведено симпозіум "Можливості та виклики в області синтетичної біології, що зароджується".

## Перспективи
На думку відомого футуролога Емі Уебб, синетична біологія — «це майбутнє, побудоване на найпотужнішому, життєздатному виробничому майданчику, який коли-небудь мало людство».

### Книги
- Vijai Singh (2022). New Frontiers and Applications of Synthetic Biology. Academic Press, Elsevier. ISBN 978-0-12-824469-2.

### Журнали
- ACS Synthetic Biology
- Synthetic Biology (Oxford Academy)

### Статті
- Voigt Christopher A. (11 грудня 2020). Synthetic biology 2020–2030: six commercially-available products that are changing our world. Nature Communications (англ.) 11 (1). doi:10.1038/s41467-020-20122-2.